# Nature morte à la statuette de plâtre et aux deux romans
Nature morte à la statuette de plâtre et aux deux romans est un tableau de Vincent van Gogh peint en 1887.
Le tableau est connu en ce qu'il présente deux romans : Germinie Lacerteux des frères Goncourt et Bel-Ami de Guy de Maupassant (publié en 1885, soit deux ans auparavant).